# كامبورا
كامبورا هي بلدة وكومونا تقع في مقاطعة ساليرنو، كامبانيا جنوب إيطاليا.